# Taubenturm (Fresneau)

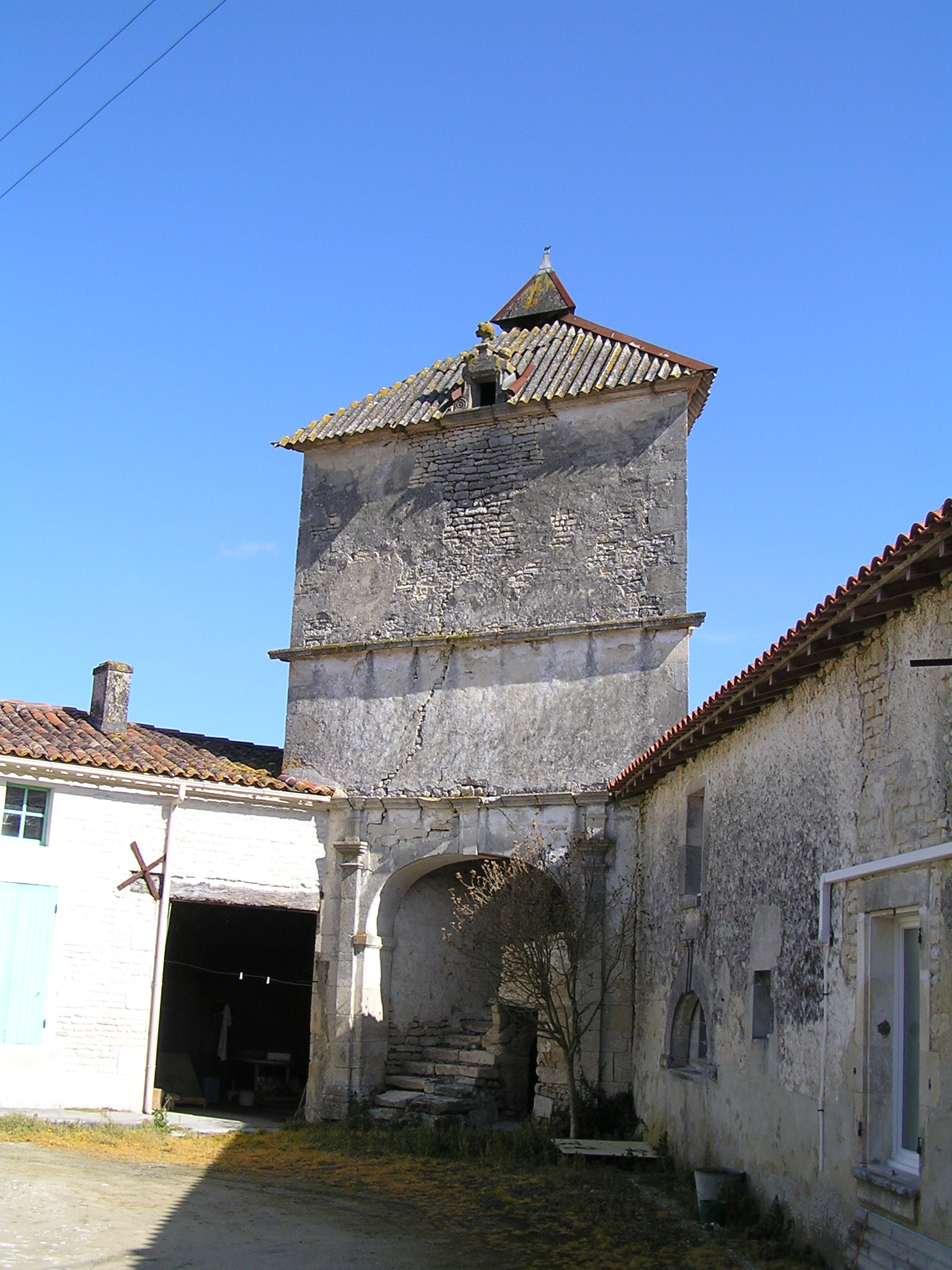
Taubenturm in Fresneau

Der Taubenturm (französisch colombier oder pigeonnier) in Fresneau, einem Ortsteil der französischen Gemeinde Haimps im Département Charente-Maritime in der Region Nouvelle-Aquitaine, wurde vermutlich im 18. Jahrhundert errichtet. Der Taubenturm ist außergewöhnlich, da er auf dreieckigem Grundriss erbaut wurde.
Im Tal des Flusses Antenne ist ein Circuit des pigeonniers de la vallée de l'Antenne (Rundweg der Taubentürme im Tal der Antenne) ausgeschildert.